# Элкинс, Каролина
Каролина Элкинс (англ. Caroline Elkins; род. 1969) — адъюнкт-профессор истории в Гарвардском университете.

## Биография
Родилась в 1969 году.
Изучает колониальную историю Африки двадцатого века. В 2006 году получила Пулитцеровскую премию за нехудожественное произведение за свою книгу «Цена Империи: Неизвестная история английского Гулага в Кении» о репрессиях Британских колониальных властей над народом Кикуйю в Кении. В настоящее время — член ученого совета по политике Карр центра по правам человека при школе управления им. Кеннеди.
Каролин Элкинс окончила с отличием Принстонский университет по специальности история. Получила степень магистра и доктора истории в Гарварде. Преподает курс истории современной Африки. Занимается защитой прав человека в Африке и осуждением жестокостей Британской колониальной политики в XX веке.